# Hosa Digantha
Hosa Digantha is een Indiase Kannada-talige ochtendkrant, die uitkomt in de deelstaat Karnataka. Het is een dagblad met een nationalistische ideologie: zijn slogan is 'Krant voor nationaal bewustzijn'.
De krant werd opgericht in 1979 en wordt nu uitgegeven door Jnana Bharathi Prakashana. Het dagblad komt uit in Bangalore, Mangalore en in Shimoga.